# 畑佐村
畑佐村（はたさむら）はかつて岐阜県郡上郡に存在した村である。
現在の郡上市明宝畑佐に該当する。

## 歴史
- 1889年（明治22年）7月1日 - 町村制により畑佐村が発足。
- 1897年（明治30年）4月1日 - 寒水村、小川村、奥住村、大谷村、気良村、二間手村と合併し奥明方村が発足。同日畑佐村は廃止。